# The Radio
"The Radio" es el séptimo episodio de la primera temporada de la serie de televisión de drama posapocalíptico Fallout. El episodio fue escrito por Chaz Hawkins y dirigido por Frederick E. O. Toye y Clare Kilner. Fue lanzado en Amazon Prime Video el 10 de abril de 2024, junto con el resto de la temporada.
La serie describe las consecuencias de una guerra nuclear apocalíptica en una historia alternativa de la Tierra donde los avances en la tecnología nuclear después de la Segunda Guerra Mundial condujo al surgimiento de una sociedad retrofuturista y a una posterior guerra por los recursos. Los supervivientes se refugiaron en refugios nucleares conocidos como Vaults, construidos para preservar a la humanidad en caso de una aniquilación nuclear. En este episodio, Lucy y Maximus deciden abandonar el Refugio 4, Norm continúa investigando el Refugio 31 y se explora el pasado de Howard con Moldaver.
El episodio recibió críticas positivas de los críticos, aunque algunos expresaron su frustración con el ritmo del episodio.

## Trama
En 2077, Howard y Moldaver, que se conoce con el nombre de "Sra. Williams", hablan sobre su conferencia. Howard está disgustado por su percepción de la muerte de sus amigos en la guerra y de cómo Vault-Tec puede estar involucrado. Ella revela que encontró una solución a un posible conflicto nuclear después de trabajar en una investigación de uso de fusión fría, que podría proporcionar energía ilimitada. Sin embargo, el conglomerado detrás de Vault-Tec, que se beneficiaba de la guerra, archivó el proyecto. Ella le pide que vigile a Barb, e incluso le dice que grabe sus conversaciones interfiriendo su Pip-Boy.
En la actualidad, Ben regaña a Lucy por irrumpir en el nivel 12. Afirma que los experimentos fueron reales, pero fueron realizados por los habitantes anteriores antes de que llegaran. Lucy tiene la impresión de que la están ejecutando, pero luego Ben le dice que simplemente abandone el Refugio después de una ejecución pública simulada, incluso dándole un alijo de suministros, para su completa sorpresa. Maximus activa su armadura después de robar el núcleo de fusión del Refugio e intenta defender a Lucy de lo que él cree que es un ataque a los residentes, pero pronto se da cuenta de la verdadera situación y decide irse con ella. Maximus le revela su verdadera identidad a Lucy, quien lo perdona por mentir e incluso se ofrece a dejarlo vivir con ella en el Refugio 33. Sin embargo, Lucy regaña a Maximus por robar el núcleo de fusión del Refugio y le implora que lo devuelva.
En el páramo, Thaddeus intenta encontrar una estación de radio para enviar un mensaje a la Hermandad, abandonando a CX404 en el proceso. Se encuentra con un vendedor de aceite de serpiente, el mismo hombre que Maximus encontró mucho antes, y le vende un extraño líquido para curar su herida a cambio de su núcleo de fusión. Thaddeus acepta y llega a la estación de radio, y Lucy y Maximus llegan poco después. Después de dispararles, Thaddeus activa una trampa y recibe un disparo en el cuello con una ballesta. Quita el rayo y se cura rápidamente, lo que lleva a Maximus a inferir que Thaddeus se ha convertido en un Ghoul. Con la Hermandad acercándose, Thaddeus les entrega la cabeza de Wilzig y huye para evitar que lo maten. Maximus decide distraerlos mientras Lucy se va con la cabeza de Wilzig y se besan antes de separarse.
En el Refugio 33, Betty está comenzando a reubicar a algunos de los habitantes en el Refugio 32. Con los co-supervisores separados y algunos de los asaltantes muriendo misteriosamente, Norm decide hacerse pasar por Betty para piratear sus conversaciones con el supervisor del Refugio 31. Se le da acceso para "regresar" a la Bóveda 31 y entra en él. En el otro extremo, Norm se sorprende por algo fuera de cámara.

## Producción

### Música
La partitura está compuesta por Ramin Djawadi.  El episodio incluyó las canciones "I'm Tickled Pink" de Jack Shaindlin, "Sixteen Tons" de Merle Travis, "Only You (And You Alone)" de The Platters, "What a Diff'rence a Day Makes" de Dinah Washington, "You're Everything" de The Danleers y "From the First Hello to the Last Goodbye" de Jane Morgan.

## Lanzamiento
El episodio, junto con el resto de la temporada, se estrenó el 10 de abril de 2024 en Amazon Prime Video.  Originalmente, la temporada estaba programada para estrenarse el 12 de abril de 2024.

## Recepción de la crítica
"The Radio" recibió críticas positivas de la crítica. William Hughes de The A.V. Club le dio al episodio una calificación de "B–" y escribió: "El trabajo de los personajes es la fusión fría que mantiene las cosas encendidas a largo plazo, y The Radio simplemente no mantiene las luces encendidas tan bien como Podría tener algunos momentos divertidos, algunos buenos chistes, un beso bien merecido y un perro muy bueno, pero no puede hacer mucho para trascender el hecho de que es un episodio que trata casi exclusivamente de preparar lo que sucederá en el siguiente episodio".
Jack King de Vulture le dio al episodio una calificación de 4 estrellas sobre 5 y escribió: "El último puñado de episodios se ha llenado. Es suficiente para hacerte sospechar que el programa fue concebido con una temporada inicial más larga en mente; incluso en Con poco menos de una hora de duración, seis y siete te piden que revises mucho y retengas mucha información nueva antes del final. Aun así, es impresionante que el programa haya logrado entrelazar los arcos de antes y de posguerra sin problemas".
Sean T. Collins de Decider escribió: "Si estás en un Refugio y no estás realizando un experimento, tú eres el experimento. Esa es la lección que creo que Lucy MacLean debería aprender de sus locas aventuras en el misterioso Refugio 4, que llegan a una conclusión sorprendente en este otro episodio encantadoramente desagradable de Fallout". Ross Bonaime de Collider le dio al episodio un 8 sobre 10 y escribió: "El penúltimo episodio de Fallout está colocando las piezas en lugares atractivos para el final, dejando a nuestros personajes en sus posiciones más interesantes hasta ahora, mientras esperamos el final probablemente causará caos en sus historias".
Joshua Kristian McCoy de Game Rant le dio al episodio una calificación de 4 estrellas sobre 5 y escribió: "Fallout cumple su premisa en todos los aspectos importantes, a veces en detrimento propio. Es un programa que vale la pena buscar y un clásico instantáneo de su género. Las futuras adaptaciones de videojuegos deberían tomar esto como ejemplo".  Greg Wheeler de The Review Geek le dio al episodio una calificación de 4 estrellas sobre 5 y escribió: "Fallout prepara todo para un final muy intrigante. Todos los caminos parecen conducir hacia el misterio del Refugio 31 y lo que puede suceder". estar dentro. Esto prepara todo muy bien para lo que debería ser un capítulo final dramático".